# Nola albescens
Nola albescens är en fjärilsart som beskrevs av Bethune-Baker 1908. Nola albescens ingår i släktet Nola och familjen trågspinnare. Inga underarter finns listade i Catalogue of Life.